# فهرست قنات‌های شهرستان ساری
جدول زیر بر اساس آمار وزارت جهاد کشاورزیتهیه شده‌است. فهرست زیر قنات‌های شهرستان ساری در استان مازندران را نشان می‌دهد.
| نام قنات              | موقعیت                 | نزدیک‌ترین روستا | طول قنات (متر) | تعداد میله چاه | عمق مادر چاه | دبی (لیتر بر ثانیه) | سطح زیر کشت (هکتار) |
| --------------------- | ---------------------- | --------------- | -------------- | -------------- | ------------ | ------------------- | ------------------- |
| اغوز چشمه             | بخش مرکزی شهرستان ساری | سمسکنده سفلی    | ۲۰۰۰           | ۱۰۰            | ۷            | ۵۰                  | ۲۶                  |
| امام حسنی             | بخش مرکزی شهرستان ساری | داربکلا         | ۲۰۰۰           | ۱۱۰            | ۱۲           | ۶۰                  | ۳۵                  |
| امام زاده محمد        | بخش مرکزی شهرستان ساری | قرتیکلا         | ۶۰۰            | ۳۰             | ۹            | ۵۰                  | ۵۲                  |
| انجیل نسام            | بخش مرکزی شهرستان ساری | انجیل نسام      | ۷۰۰            | ۳۲             | ۶            | ۱۸                  | ۱۶                  |
| ایوانکی               | بخش مرکزی شهرستان ساری | سورک            | ۴۰۰۰           | ۲۱۰            | ۱۸           | ۶۰                  | ۳۵                  |
| حاج یحیی نو قنات      | بخش مرکزی شهرستان ساری | اسرم            | ۴۵۰۰           | ۲۲۵            | ۲۲           | ۱۸                  | ۱۵                  |
| حاج یحیی کهنه قنات    | بخش مرکزی شهرستان ساری | اسرم            | ۳۵۰۰           | ۱۴۰            | ۱۵           | ۷٫۵                 | ۶                   |
| خالد کاظمی            | بخش مرکزی شهرستان ساری | زیت علیا        | ۵۰۰            | ۲۵             | ۱۶           | ۴۲                  | ۷                   |
| دشت قنات              | بخش مرکزی شهرستان ساری | جامخانه         | ۱۰۰۰           | ۴۳             | ۱۲           | ۲۷                  | ۲۳                  |
| رحمانی                | بخش مرکزی شهرستان ساری | اسرم            | ۳۰۰۰           | ۱۵۰            | ۸            | ۴                   | ۳                   |
| زرگر                  | بخش مرکزی شهرستان ساری | سورک            | ۲۰۰۰           | ۱۱۱            | ۱۰           | ۶۰                  | ۵۰                  |
| زکوه                  | بخش مرکزی شهرستان ساری | قرتیکلا         | ۷۰۰            | ۲۸             | ۶            | ۵۸                  | ۵۳                  |
| سمسکنده مرکزی         | بخش مرکزی شهرستان ساری | سمسکنده         | ۲۰۰۰           | ۱۰۰            | ۱۶           | ۱۵                  | ۳۰                  |
| قاسمی                 | بخش مرکزی شهرستان ساری | اسرم            | ۳۰۰۰           | ۱۵۸            | ۹            | ۶                   | ۵                   |
| لالیم                 | بخش مرکزی شهرستان ساری | لالیم           | ۷۵۰            | ۶۰             | ۹            | ۱۲                  | ۱۵                  |
| لالیم رود             | بخش مرکزی شهرستان ساری | انجیل نسام      | ۳۰۰۰           | ۱۵۰            | ۶            | ۱۸                  | ۱۶                  |
| مثال بکوشت            | بخش مرکزی شهرستان ساری | همت‌آباد         | ۱۲۰۰           | ۶۰             | ۷            | ۳۱                  | ۹۰                  |
| محمد علی حاجیان مرکزی | بخش مرکزی شهرستان ساری | زیت علیا        | ۷۰۰            | ۳۵             | ۱۸           | ۸                   | ۶                   |
| مدنی قنات             | بخش مرکزی شهرستان ساری | قرتیکلا         | ۷۰۰            | ۳۳             | ۷            | ۵۰                  | ۵۳                  |
| ملک راهی              | بخش مرکزی شهرستان ساری | داربکلا         | ۲۰۰۰           | ۱۱۰            | ۱۲           | ۴۲                  | ۳۵                  |
| نو قنات               | بخش مرکزی شهرستان ساری | سورک            | ۲۰۰۰           | ۵۵             | ۱۶           | ۱۰۸                 | ۵۰                  |
| نورالدین              | بخش مرکزی شهرستان ساری | اسرم            | ۱۴۰۰           | ۷۰             | ۱۲           | ۵                   | ۴                   |
| کربلائی رجبعلی        | بخش مرکزی شهرستان ساری | اسرم            | ۳۰۰۰           | ۱۲۰            | ۲۴           | ۱۵                  | ۱۶                  |